# Eero Mäntyranta
Eero Antero Mäntyranta (ur. 20 listopada 1937 w Turtoli, zm. 30 grudnia 2013 w Oulu) – fiński biegacz narciarski, siedmiokrotny medalista olimpijski oraz pięciokrotny medalista mistrzostw świata. Jeden z najbardziej utytułowanych fińskich sportowców.

## Kariera
Jego olimpijskim debiutem były igrzyska w Squaw Valley w 1960. Wspólnie z Toimi Alatalo, Väinö Huhtalą i Veikko Hakulinenem zdobył tam złoty medal w sztafecie 4 × 10 km. Zajął także 6. miejsce w biegu na 15 km stylem klasycznym. Cztery lata później, podczas igrzysk olimpijskich w Innsbrucku zdobył aż trzy medale. Zwyciężył zarówno w biegu na 30 jak i na 15 km techniką klasyczną. Ponadto razem z Väinö Huhtalą, Arto Tiainenem i Kalevim Laurilą wywalczył srebrny medal w sztafecie. Sukces osiągnięty na tych igrzyskach przyniósł mu przydomek „Mister Seefeld in Tirol” (nawiązanie do nazwy miejscowości, w której rozegrano konkurencje narciarstwa klasycznego oraz biathlon). Kolejne trzy medale zdobył na igrzyskach olimpijskich w Grenoble w 1968. Zajął drugie miejsce w biegu na 15 km, ulegając jedynie Haraldowi Grønningenowi z Norwegii. Wspólnie z Kalevim Oikarainenem, Hannu Taipale i Kalevim Laurilą wywalczył brązowy medal w sztafecie, a indywidualnie był trzeci także w biegu na 30 km. Startował ponadto na igrzyskach olimpijskich w Sapporo w 1972, gdzie w swoim najlepszym starcie, w biegu na 30 km zajął 19. miejsce. Na kolejnych igrzyskach już nie startował.
W 1962 wystartował na mistrzostwach świata w Zakopanem. Zdobył złoty medal w biegu na 30 km stylem klasycznym. Ponadto wspólnie z Väinö Huhtalą, Kalevim Laurilą i Penttim Pesonenem wywalczył srebrny medal w sztafecie. Cztery lata później, na mistrzostwach świata w Oslo zdobył trzy medale, po jednym każdego koloru. Na dystansie 30 km obronił tytuł mistrza świata wywalczony w Zakopanem. Ponadto razem z Kalevim Oikarainenem, Hannu Taipale i Kalevim Laurilą zdobył srebro w sztafecie, a indywidualnie także brązowy medal w biegu na 50 km.
Mäntyranta trzykrotnie wygrywał bieg na 15 km podczas Holmenkollen Ski Festival (w 1962, 1964 i 1968). Na tym samym dystansie zwyciężał także w Lahti w latach 1964 i 1972. Był także pięciokrotnie mistrzem Finlandii, a dwukrotnie zdobywał srebrne i brązowe medale. W 1964 i 1966 r. został wybrany sportowcem roku w Finlandii.
W 1964 roku uhonorowany został medalem Holmenkollen wraz z dwoma skoczkami narciarskimi Veikko Kankkonenem z Finlandii i Halvorem Næsem z Norwegii oraz Georgiem Thomą, dwuboistą z RFN. Fińskie ministerstwo edukacji uhonorowało Mäntyrantę w 2000 roku nagrodą Pro Urheilu. W Pello znajduje się też muzeum sportowca.

## Doping
Eero Mäntyranta był pierwszym fińskim sportowcem któremu dowiedziono stosowanie nielegalnych metod dopingu. Na mistrzostwach Finlandii w 1972 roku wykryto w jego organizmie amfetaminę, ale sprawę zatuszowano. Po igrzyskach olimpijskich w Sapporo fakt został upubliczniony, ale Mäntyranta nie przyznał się. Później potwierdził, że stosował hormony, które w latach jego kariery sportowej nie były jeszcze zabronione. Dopiero w 1993 roku badania genetyczne wykazały, że Fin, tak jak inni członkowie jego rodziny, posiada mutację w genie kodującym białko receptora erytropoetyny zwiększającą odpowiedź organizmu na erytropoetynę.

## Osiągnięcia

### Igrzyska olimpijskie
| Miejsce | Dzień       | Rok  | Miejscowość  | Konkurencja             | Czas biegu   | Strata       | Zwycięzca            |
| ------- | ----------- | ---- | ------------ | ----------------------- | ------------ | ------------ | -------------------- |
| 6.      | 23 lutego   | 1960 | Squaw Valley | 15 km stylem klasycznym | 51:55.5 min  | +45.1 s      | Håkon Brusveen       |
| 1.      | 25 lutego   | 1960 | Squaw Valley | Sztafeta 4 × 10 km      | 2:18:45.6 h  | -            | -                    |
| 1.      | 30 stycznia | 1964 | Innsbruck    | 30 km stylem klasycznym | 1:30:50.7 h  | -            | -                    |
| 1.      | 2 lutego    | 1964 | Innsbruck    | 15 km stylem klasycznym | 50:54.1 min  | -            | -                    |
| 9.      | 5 lutego    | 1964 | Innsbruck    | 50 km stylem klasycznym | 2:43:52.6 h  | +3:54.5 min  | Sixten Jernberg      |
| 2.      | 8 lutego    | 1964 | Innsbruck    | Sztafeta 4 × 10 km      | 2:18:34.6 h  | +7.8 s       | Szwecja              |
| 3.      | 7 lutego    | 1968 | Grenoble     | 30 km stylem klasycznym | 1:35:39.2 h  | +1:16.1 min  | Franco Nones         |
| 2.      | 10 lutego   | 1968 | Grenoble     | 15 km stylem klasycznym | 47:54.2 min  | +1.9 s       | Harald Grønningen    |
| 3.      | 14 lutego   | 1968 | Grenoble     | Sztafeta 4 × 10 km      | 2:08:33.5 h  | +2:23.2 min  | Norwegia             |
| 15.     | 17 lutego   | 1968 | Grenoble     | 50 km stylem klasycznym | 2:28:45.8 h  | +4:08.0 min  | Ole Ellefsæter       |
| 19.     | 4 lutego    | 1972 | Sapporo      | 30 km stylem klasycznym | 1:36:31.15 h | +5:09.36 min | Wiaczesław Wiedienin |
| DNF     | 10 lutego   | 1972 | Sapporo      | 50 km stylem klasycznym | 2:43:14.75 h | -            | Pål Tyldum           |

### Mistrzostwa świata
| Miejsce | Dzień     | Rok  | Miejscowość | Konkurencja             | Czas biegu  | Strata      | Zwycięzca      |
| ------- | --------- | ---- | ----------- | ----------------------- | ----------- | ----------- | -------------- |
| 1.      | 18 lutego | 1962 | Zakopane    | 30 km stylem klasycznym | 1:52:39.4 h | -           | -              |
| 5.      | 20 lutego | 1962 | Zakopane    | 15 km stylem klasycznym | 55:22.8 min | +1:01.6 min | Assar Rönnlund |
| 2.      | 22 lutego | 1962 | Zakopane    | Sztafeta 4 × 10 km      | 2:24:39.8 h | +44.5 s     | Szwecja        |
| 1.      | 17 lutego | 1966 | Oslo        | 30 km stylem klasycznym | 1:37:26.7 h | -           | -              |
| 6.      | 20 lutego | 1966 | Oslo        | 15 km stylem klasycznym | 47:56.2 min | +33.6 s     | Gjermund Eggen |
| 2.      | 23 lutego | 1966 | Oslo        | Sztafeta 4 × 10 km      | 2:14:27.9 h | +1:12.1 min | Norwegia       |
| 3.      | 26 lutego | 1966 | Oslo        | 50 km stylem klasycznym | 3:03:04.7 h | +49.6 s     | Gjermund Eggen |